# Alice Echols

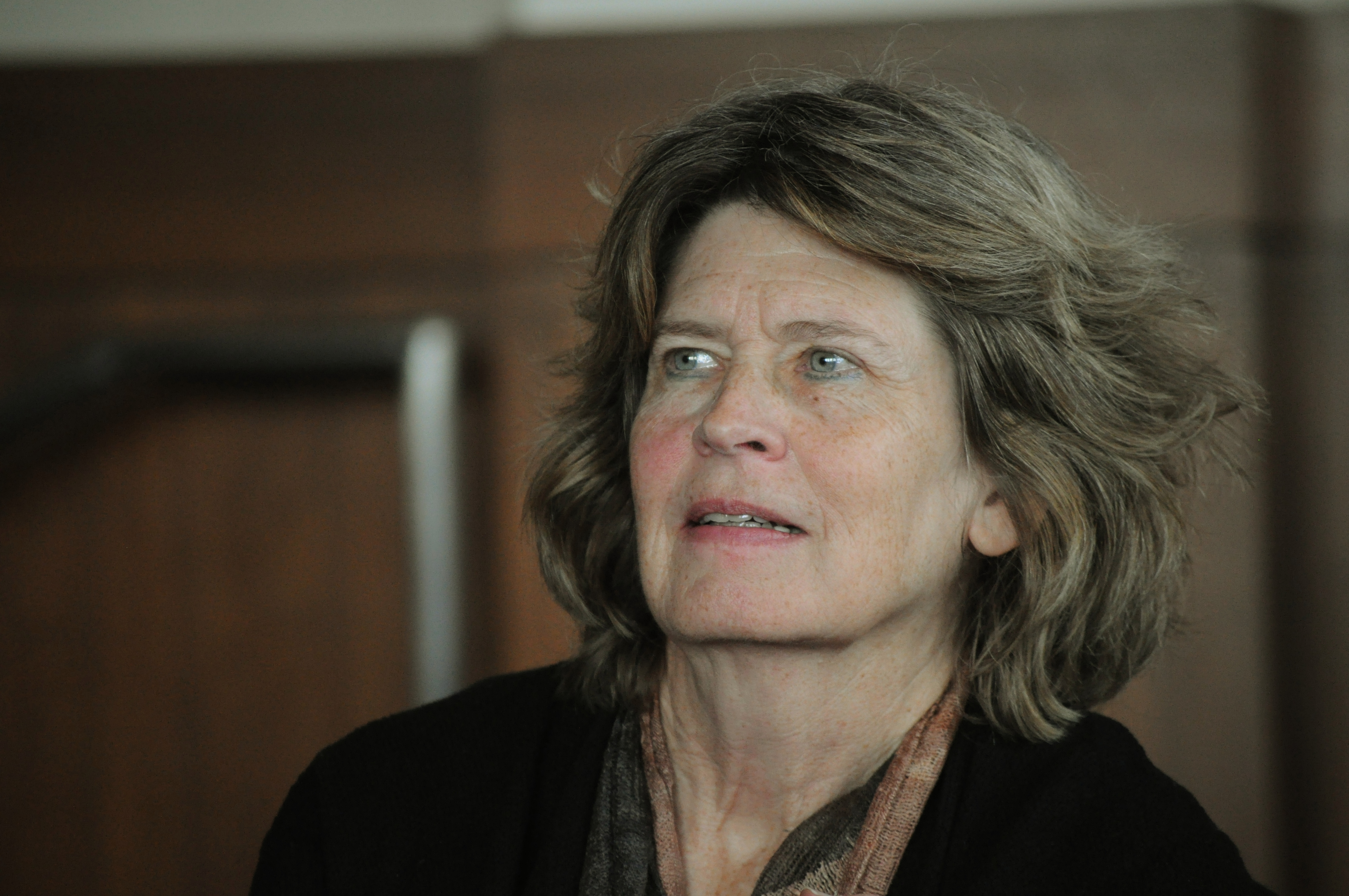
Alice Echols, 2011

Alice Echols é uma crítica cultural e historiadora. Uma especialista dos anos 60, Echols é Professora de Inglês, Estudos de Gêneros e História da Universidade da Califórnia.

## Educação
Echols recebeu seu diploma de bacharel do Macalester College em 1973. Ela obteve seu diploma de mestrado e doutorado na Universidade de Michigan em 1980 e 1986 respectivamente.

## Publicações
Ela autorou (com prefácio de Ellen Willis), Daring to Be Bad: Radical Feminism in America 1967-1975; Scars of Sweet Paradise: The Life and Times of Janis Joplin; Shaky Ground: The Sixties and Its Aftershocks; e mais recentemente, Hot Stuff: Disco and the Remaking of American Culture. Ela está atualmente trabalhando num livro sobre um escândalo bancário na era da Depressão em Colorado.